# 스페어 타이어
스페어 타이어(영어: Spare tire)는 모터 비클에 예비로 휴대하는 추가적인 타이어(타이어 – 철자 차이 참조)로, 펑크가 나거나, 파열되거나, 기타 비상 상황이 발생했을 때 교체하는 데 사용된다. 스페어 타이어는 일반적으로 잘못된 명칭인데, 거의 모든 차량은 단순히 타이어만 휴대하는 것이 아니라 타이어가 장착된 완전한 휠을 예비용으로 휴대하기 때문이다. 휠에 타이어를 장착하려면 운전자가 추가적인 전문 장비를 휴대해야 한다. 그러나 일부 스페어 타이어("스페이스 세이버" 및 "도넛" 타입)는 장거리 주행을 위한 것이 아니다. 스페이스 세이버는 최대 속도가 약 50 mph (80 km/h)이다.
손상된 타이어를 교체할 때, 소형 스페어를 구동축이 아닌 곳에 장착하면 구동계 손상을 방지할 수 있다. 구동축에 장착하면 직경이 작은 타이어가 디퍼렌셜에 스트레스를 가하여 손상을 일으키고 핸들링을 저하시킬 수 있다.

## 역사
초기 자동차 여행은 길거리 곳곳에 떨어진 편자 못이 널려 있는 원시적인 도로에서 이루어졌다. 펑크(타이어 펑크)는 흔한 일이었고, 운전자는 차량에서 휠을 분리하고, 타이어를 제거하고, 내부 튜브를 패치하고, 타이어를 다시 장착하고, 타이어를 팽창시키고, 휠을 다시 장착해야 했다.
이러한 시간 소모적인 과정을 완화하기 위해 웨일스의 흘라네흘리에 사는 월터와 톰 데이비스는 1904년에 스페어 타이어를 발명했다. 그 당시 자동차는 스페어 휠 없이 제작되었다. 이 휠은 너무 성공적이어서 형제는 스텝니 스트리트(흘라네흘리에 있는 그들의 작업장 이름을 따서 명명)에 위치한 스텝니 스페어 모터 휠(Stepney Spare Motor Wheel Limited)이라는 회사를 설립하고 영국, 유럽, 영국 제국 및 식민지에서 휠을 마케팅하기 시작했다. "스텝니"라는 단어는 파키스탄, 방글라데시, 인도, 몰타 등 한때 영국 제국의 일부였던 국가에서 상호 교환적으로 사용되기도 한다.
팽창된 스페어 휠-타이어 어셈블리를 자동차에 장착한 최초의 회사는 토마스 B. 제프리 컴퍼니(Thomas B. Jeffery Company)가 만든 램블러였다. 램블러의 교체 가능한 휠과 장착 및 팽창된 스페어 타이어는 운전자가 펑크난 타이어를 더 편리한 시간과 장소에서 수리할 수 있도록 빠르게 교체할 수 있음을 의미했다.
미리 장착된 스페어 타이어와 휠 조합은 운전자들 사이에서 너무 인기가 많아서 최대 두 개의 스페어 타이어를 휴대하는 것이 일반적이었다. 자동차 제조사들은 종종 자동차에 하나 또는 두 개의 측면 장착 스페어를 장착했다. 스페어는 앞 펜더 뒤에 장착되어 러닝 보드(문 아래에 계단으로 사용되는 좁은 발판)에 잘 어우러졌다.
1941년, 미국 정부는 제2차 세계 대전 배급제 전략의 일환으로 신차에 스페어 타이어 장착을 일시적으로 금지했다. 이로 인해 해외에서 생산되어 구하기 어려웠던 고무를 포함한 보존을 강제하는 쿼터 및 법률이 제정되었다. 유사한 배급 금지는 6.25 전쟁 중인 1951년에도 미국에서 시행되었다.

## 21세기 사용
현대 차량에는 풀사이즈 스페어, 제한적 사용 미니 스페어 또는 런플랫 기능이 장착될 수 있다.
- 스페어 타이어는 차량의 다른 타이어와 동일한 유형 및 크기일 수 있다. 스페어는 일반 강철 림 또는 차량에서 볼 수 있는 일치하는 로드 휠에 장착될 수 있다. 승용차 중에서는 일반적으로 스포츠 유틸리티 자동차 및 경량 트럭에 풀사이즈 스페어가 제공되는데, "제한적 사용" 스페어는 무게 중심이 높은 이러한 차량에 부정적인 영향을 미치기 때문이다. 또한, "제한적 사용" 스페어는 완전히 적재된 트럭이나 트레일러를 견인하는 트럭에는 안전하지 않을 수 있다. 풀사이즈 스페어의 크기 때문에 종종 SUV의 뒷문과 같이 외부에 장착되며, 때로는 앞 보닛에도 장착된다.

- 많은 차량에는 "스페이스 세이버", 임시 스페어, "도넛", 또는 "컴팩트" 스페어 타이어로도 알려진 "제한적 사용" 스페어 타이어가 제공된다. 이는 비용 절감, 차량 중량 감소, 또는 풀사이즈 스페어 타이어에 필요한 공간 절약을 위한 시도이다. 1970년대 후반에 도입되었으며[11] 2017년 현재 미국 2017년 모델의 53%에 임시 스페어가 기본으로 제공된다.[12] 스페이스 세이버는 일반적으로 풀사이즈 휠보다 7 kg (15 lb) 가볍고, 일부 자동차에서는 소위 '스페이스 세이버'가 실제로 공간을 거의 절약하지 못할 수도 있다. 또한 스페이스 세이버가 장착된 후에는 풀사이즈 휠과 타이어를 운반하기 어렵다. 스페어는 일반적으로 일반 강철 림에 장착된다.

이는 일반적으로 차량의 일반 타이어보다 작으며 수명이 짧고 속도 등급이 낮기 때문에 제한된 거리에서만 사용할 수 있다. 또한 도넛과 일반 휠의 크기 차이로 인해 전자 제어 주행 안정 장치 및 트랙션 컨트롤 시스템이 제대로 작동하지 않으므로 원래 휠을 복원할 때까지 비활성화해야 한다. 스페이스 세이버 스페어 타이어는 자동차의 제동력(특히 잠김 방지 브레이크가 장착되지 않은 자동차의 경우)과 핸들링을 잠재적으로 손상시킬 수 있다.
- 어떤 경우에는 자동차에 런플랫 타이어가 장착되어 별도의 스페어 타이어가 필요하지 않을 수도 있다. 다른 차량에는 타이어 펑크를 수리하기 위한 타이어 수리 폼 캔을 휴대할 수 있지만, 이는 종종 큰 펑크에는 작동하지 않으며, 펑크가 터지는 경우에는 쓸모가 없다.

- 최신 차량은 아예 스페어 타이어가 없는 경우가 많다. 스페어 타이어를 줄이면 연비, 차량 비용이 증가하고 생산 폐기물이 감소한다.

## 보관
자동차의 스페어 타이어는 종종 스페어 타이어 우물에 보관된다. 이는 차량 트렁크의 움푹 들어간 부분으로, 일반적으로 중앙에 위치하며 사용하지 않을 때 스페어 타이어를 보관하는 곳이다. 대부분의 자동차에서 스페어 타이어는 볼트와 나비 너트 스타일 패스너로 고정된다. 일반적으로 트렁크 카펫 위에 뻣뻣한 판지 한 장이 스페어 타이어 우물 위에 놓여 스페어 타이어를 가리고 트렁크 공간에 보기 좋고 평평한 표면을 제공한다.
다른 보관 장소로는 차량 후면 아래의 거치대가 있다. 이 거치대는 일반적으로 보안을 위해 트렁크 내부에서 접근 가능한 볼트로 고정된다. 이 배열은 트렁크 내부에 타이어를 보관하는 것보다 장점이 있는데, 휠에 접근하기 위해 트렁크 내용물을 비울 필요가 없고 일부 용도에서는 공간을 절약할 수도 있다. 그러나 이 타이어가 더러워져 타이어 교체 작업이 더 불쾌해지고, 오래된 자동차에서는 메커니즘이 녹슬어 스페어를 풀기 어려울 수 있다는 단점이 있다. 거치대 배열은 일반적으로 앞바퀴굴림 자동차에서만 실용적이며, 대부분의 뒷바퀴굴림 또는 사륜구동 자동차에서는 거치대가 뒷축을 방해하기 때문이다. 유사한 배열은 트럭에서도 흔히 볼 수 있는데, 스페어는 종종 트럭 베드 아래에 보관된다.
많은 SUV와 오프로드 차량은 스페어 휠을 외부에 장착한다. 일반적으로 뒷문에 장착되지만, 다른 차량은 지붕, 측면 또는 심지어 보닛에 장착할 수도 있다.
미드엔진 및 리어엔진 자동차에서는 스페어 타이어가 일반적으로 앞 트렁크에 보관된다.
일부 차량은 르노 14, 1세대 피아트 판다 및 스바루 레오네와 같은 구형 스바루 차량처럼 엔진룸에 스페어 타이어를 보관했다.
폭스바겐 비틀과 같은 차량은 앞유리 와셔 시스템에 공기압을 공급하는 등 보조 목적으로 스페어 타이어를 사용했다.
브리스톨 자동차의 많은 모델들—1953년의 404부터 2004년의 파이터까지—는 왼쪽 윙에 내장된 팬니어 칸에 풀사이즈 스페어 휠과 타이어를 휴대했다. 이는 수하물 공간을 늘리고 트렁크에서 짐을 내리지 않고도 스페어에 쉽게 접근할 수 있게 했을 뿐만 아니라, 가능한 한 많은 질량을 휠베이스 내에 유지하고 오른쪽 윙의 유사한 칸에 장착된 배터리의 무게 균형을 맞춰 무게 배분을 개선했다.

## 같이 보기
- 스페어 휠 커버
- 컨티넨탈 타이어
- 화이트월 타이어